# Cultura digital

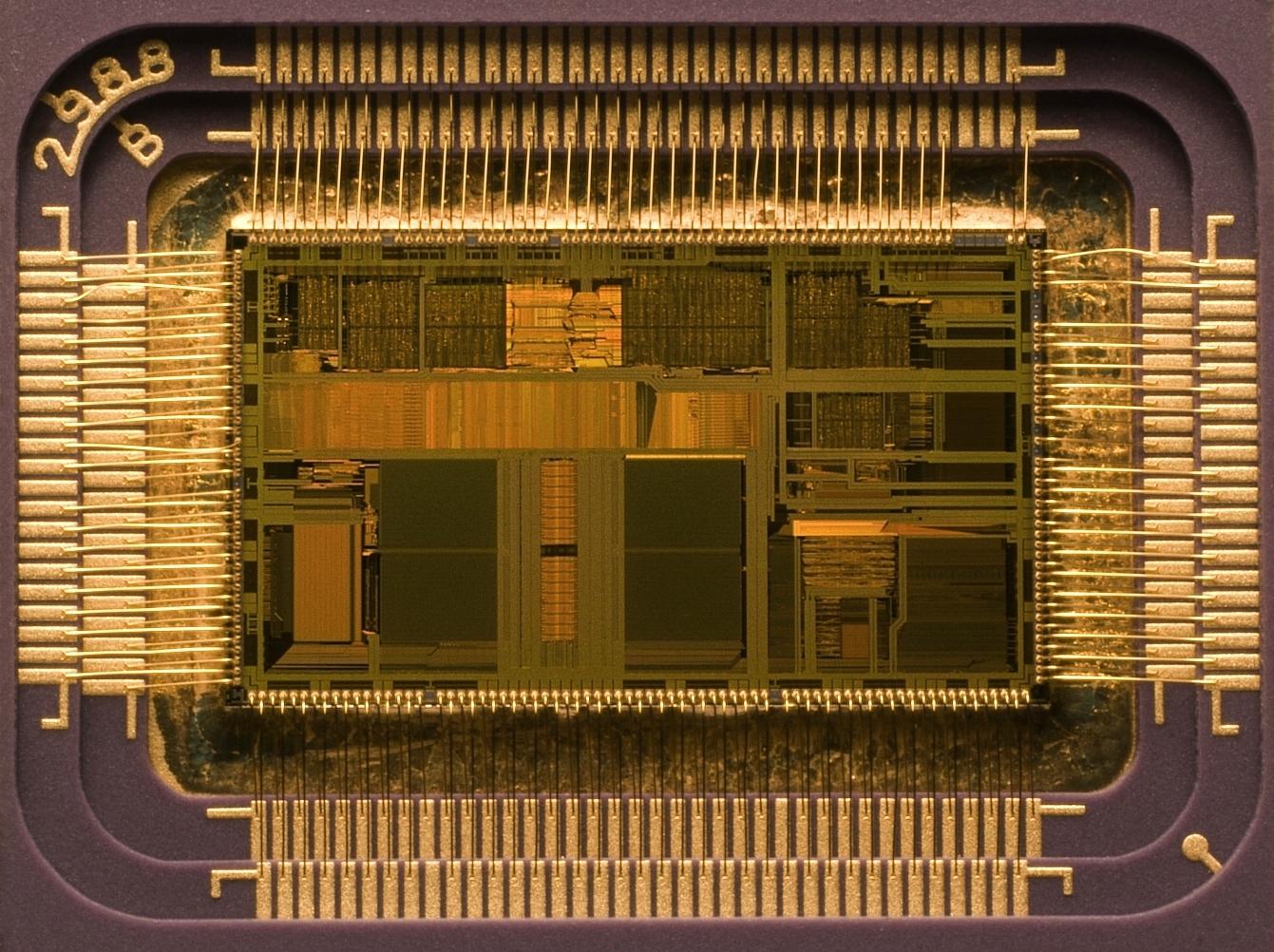
Microprocessador Intel 80486DX2 (1992).

Foram vários os momentos que, ao longo da história, determinaram uma série de infraestruturas da comunicação e do ciberespaço que marcaram diferentes etapas até à contemporaneidade.

Foi ainda no século XIX que se produziram novas máquinas e que se iniciaram formas de 'escrita à distância', possíveis pelo desenvolvimento das linhas de telégrafo e, mais tarde, pela invenção do telefone que providenciou a comunicação de voz 'ao vivo'. Por outro lado o filme foi o primeiro meio audiovisual que envolveu conceitos de 'armazenamento e distribuição' e as primeiras emissões televisivas eram já sinal de um meio activo que requeria participação uma vez que o espectador tinha o poder de decidir o que ver.

Neste contexto, a Teoria da Informação de Claude Shannon, os trabalhos de cibernética de en:Norbert Weiner Norbert Weiner e os trabalhos de programação de Grace Hopper, acompanhados por vários outros acontecimentos sociais, políticos, artísticos e culturais, foram componentes essenciais para a emergência de uma cultura dominantemente digital. Enquanto muitas das ideias e conceitos que estão por trás dos novos media se desenvolveram ao longo de vários anos, só nos anos oitenta é que os avanços nas tecnologias da comunicação e dos computadores permitiram que essas 
teorias se concretizassem. A digitalização do material até então analógico, possível através do microprocessador, permitiu que diversos tipos de ‘media’, diferentes na sua forma física, funcional e estética funcionassem em conjunto, tornando possível falar-se de conceitos tão actuais como multimédia e en:Hypermedia hipermédia.

O avanço da relação que o homem foi estabelecendo com a máquina trouxe consigo várias alterações no modo como, consequentemente, se relaciona com a informação e com o conhecimento.

## Antecedentes do digital

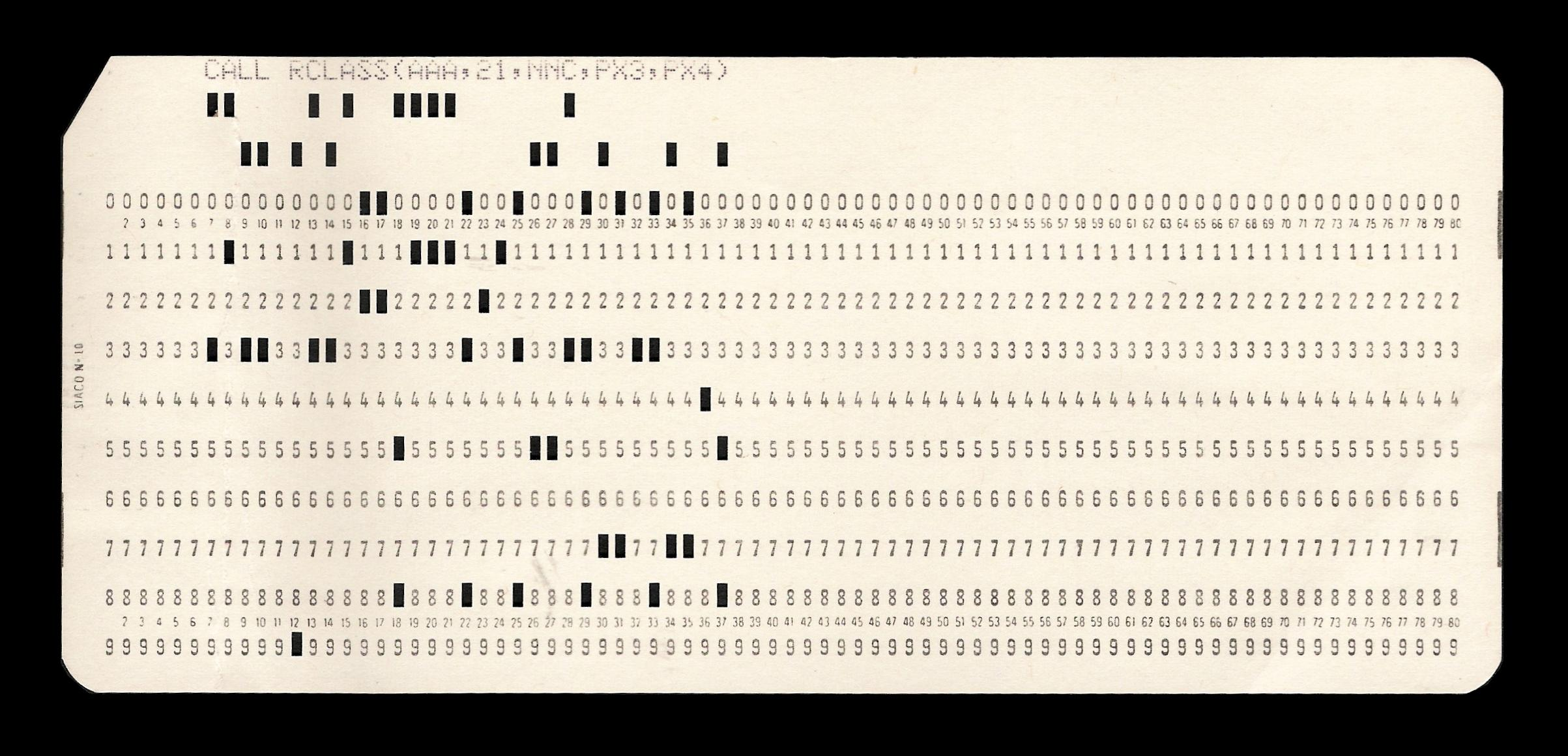
Cartões perfurados

No século XVII, Gottfried Leibniz, um dos mais importantes e influentes pensadores do seu tempo, sonhava com uma linguagem lógica perfeita. A Dissertatio de arte combinatoria, de 1666, onde expressou o seu interesse em formalizar o pensamento num sistema lógico, antecipou claramente o desenvolvimento das linguagens de programação e da Inteligência Artificial (IA).
Em 1804, Joseph-Marie Jacquard desenvolveu a máquina de cartões perfurados, na qual as acções humanas eram codificadas e convertidas em marcas nesses cartões de modo a serem, depois, interpretados e repetidos pela máquina e, em 1890, Hermann Hollerith pensou uma máquina que se tornou a base das futuras indústrias de computadores.

Mais tarde, já em 1930, Alan Turing imaginou uma máquina (máquina de Turing) inteiramente conceptual, baseada no método algoritmo, que poderia ser configurada para funcionar num número infinito de acções, usando um mesmo comando. O Entscheidungsproblem, publicado em 1936, pode ser visto como uma das primeiras conceitualizações dessas máquinas e um dos princípios teóricos do desenvolvimento da Inteligência Artificial e da tecnologia digital.

## Início da cultura digital
A palavra 'digital' refere-se a dados usados como uma contagem discreta. Atualmente, a palavra é usada em computadores e em aplicações eletrônicas, especialmente quando a informação do 'mundo-real' é convertida num sistema binário. Trata-se de uma definição simples que reúne um conjunto complexo de fenômenos que, por sua vez, desencadearam o simulacro virtual (realidade virtual), a comunicação instantânea, a proliferação dos media e a conectividade global que constitui muita da nossa experiência contemporânea e que se aplicaram no filme digital, nos efeitos especiais digitais, na televisão, na música eletrônica, nos jogos de computador, na multimédia, na Internet, na World Wide Web, na Wireless Application Protocol (WAP), na representação do genoma humano e em manifestações artísticas e culturais como o cyberpunk, o tecno, a new typography, a net.art, entre outras.
O discurso sobre o digital foi-se apoiando em duas convicções: por um lado, a ideia de que, sendo uma cultura, representa uma ruptura com aquilo que a precedeu; por outro, a crença que cultura digital é determinada pela existência da tecnologia digital. Relativamente a esta questão, Charlie Gere sugeriu que seria mais correto dizer que a tecnologia digital é produto da cultura digital, em vez do contrário, tal como o referiu também Gilles Deleuze, "the machine is always social before it is technical. There is always a social machine which selects or assigns the technical elements used."
A cultura digital é um fenômeno histórico que emergiu, primeiro, como resposta às exigências do capitalismo moderno e, depois, pelas exigências dos conflitos do século XX. A II Guerra Mundial foi o evento que fez emergir o modelo binário da computação e a Guerra Fria o contexto em que assumiu a sua forma presente. Para além da fonte tecnológica, também os discursos tecnocientíficos, as práticas artísticas de vanguarda, a utopia da contracultura, a teoria crítica, a filosofia e outras formações subculturais como o Punk colaboraram no crescimento da cultura digital. O digital é uma marca da cultura que distingue o modo de vida contemporâneo dos restantes modos de conectar-se com o conhecimento, assim como, com a sua divulgação e disseminação nas sociedades tecnológicas atuais.
No campo das pesquisas educacionais, mais especificamente nas áreas de estudos da Linguística Aplicada, surgem pesquisas voltadas ao entendimento dos processos de interação com os textos, suas formas de produção, circulação, organização e compreensão por parte dos usuários dessas ferramentas, diante das mudanças empreendidas pelas novas Tecnologias da Informação e Comunicação (TICs). Pesquisas de proficuidade no campo dos letramentos envolveram essa nova configuração de textualidade e de circulação de textos em ambientes digitais como áreas de pesquisa, estudo e ensino. Para tanto, é importante lembrarmos do conceito de letramento proposto por Soares (1998) como sendo o “estado ou condição de quem não apenas sabe ler e escrever, mas cultiva as práticas sociais que usam a escrita". Essa visão ampliou-se, no campo da cultura digital, quando as discussões acerca do letramento digital ganharam forma e expressividade. Para a compreensão do que caracteriza o letramento digital, amparamo-nos na mesma autora, quando afirma que esse tipo de letramento caracteriza-se como "um certo estado ou condição que adquirem os que se apropriam da nova tecnologia digital e exercem práticas de leitura e escrita na tela, diferente do estado ou condição – do letramento – dos que exercem práticas de leitura e de escrita no papel” (SOARES, 2002, p.151).
Lankshear e Knobel (2011) concebem letramento digital como conjuntos de habilidades, competências e conhecimentos fundamentais a funções exigidas na contemporaneidade. Segundo os autores, essa nova forma de se relacionar da contemporaneidade "envolve interação dos sujeitos com a informação, segundo ethos que privilegiaria interesses coletivos, compartilhamento de informações, diversidade de opinião". Desse modo, letramento digital não pode ser compreendido tão somente como o domínio de uma “técnica”. O letramento digital diz respeito ao “modo como os sujeitos interagem por meio da linguagem, na representação de si, do outro e da própria escrita e não exclusivamente ao modo como as ferramentas são utilizadas por usuários para a produção de textos (acadêmicos ou não) em contextos digitais”. (FROTA, KOMESU, ARROYO, 2016, p. 5).  

## Contexto histórico

### II Guerra Mundial
No início do século XX, as circunstâncias forçaram a rapidez do desenvolvimento dos sistemas digitais. Os avanços então recentes nas telecomunicações, nomeadamente com a invenção do rádio capaz de transmitir mensagens sem necessidade de fios (Marconi, 1870), e nas armas de destruição massiva ditaram, em parte, a natureza da guerra que então despertava.
Com a II Guerra Mundial floresceu um conjunto de invenções, desde o computador electrónico binário ao desenvolvimento de discursos influentes que são parte do mesmo ambiente intelectual, como a Cibernética, a Teoria da Informação, a Teoria dos Sistemas, a Biologia Molecular, a Inteligência Artificial e o Estruturalismo.
O periodo pós-guerra foi particularmente importante na definição de discursos e mudanças artísticas e culturais que participaram na definição da cultura digital que presentemente vivemos.

### A contracultura e os computadores
Ao mesmo tempo que os engenheiros da en:Silicon Valley Silicon Valley desenvolviam a tecnologia que iria revolucionar a computação, São Francisco tornava-se centro da chamada contracultura, uma sociedade alternativa baseada noutros valores que não os dominantes na sua época.
Os princípios da contracultura e o en:The whole earth catalog ''The Whole Earth Catalog'' criaram o contexto em que o computador pessoal se desenvolveu e em que as tecnologias interactivas em tempo-real, desenvolvidas no cenário militar da Guerra Fria, se reformularam de modo a poderem fornecer as ferramentas necessárias a uma nova geração.
Apesar de os primeiros computadores terem sido utilizados em actividades militares e governamentais, os métodos de organização propostos pela Cibernética tornaram possível a transposição do computador para a vida civil.
Ted Nelson, inspirado pelo The Whole Earth Catalog, escreveu no seu livro Computer Lib / Machine Dreams as possibilidades oferecidas pelos computadores. De forma visionária tentou construir um sistema de processamento de texto de modo não-linear, ideia que realizou através do desenvolvimento do en:Project Xanadu ''Xanadu'', um software influenciado pelo artigo de 1945 As We May Think, escrito por Vannevar Bush. O Xanadu tornou-se popular a partir dos anos sessenta mas muito daquilo que propunha só veio a realizar-se mais tarde com a World Wide Web.

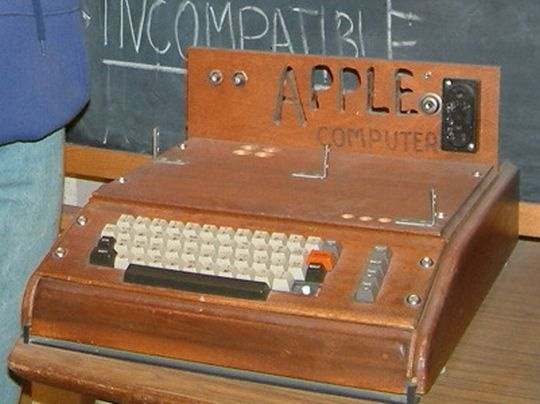
Apple I, 1976

Entre 1960 e 1970 operou-se o desenvolvimento da era da informação pós-industrial, primeiro com o aparecimento do minicomputador e, depois, com o desenvolvimento do computador pessoal. O primeiro computador da Apple Inc., o Apple I, foi desenhado por Steve Wozniak e promovido por Steve Jobs. O Apple II surgiu já como uma máquina mais sofisticada, o que tornou o Apple II mais sucedido do que qualquer outro produto havia sido.

Este sucesso alertou outras empresas para as possibilidades do computador pessoal. Em 1981 a IBM produziu a sua primeira máquina, o IBM PC, e surpreendeu muitas expectativas ao adoptar alguns modos de agir dos en:Hacker ''hackers'', ou seja, disponibilizando as especificações técnicas das máquinas e incentivando outros a desenvolver software para solucionar os problemas. O maior beneficiário foi, talvez, a Microsoft, que providenciou o sistema operativo para o PC.
Gradualmente, empresas e individuais, produziam novos computadores e periféricos que permitiam um sistema cada vez mais complexo de interacções. Ao mesmo tempo que se desenvolvia, o mundo dos computadores criava, também, a sua própria contracultura, o en:Hacking ''hacking''. O hacker foi, assim, uma criação da cultura na qual é, hoje, condenado e criminalizado.
A en:MIT Media Lab Media Lab foi um dos primeiros lugares onde ideias sobre multimédia, desenvolvidas pelas práticas artísticas de vanguarda e das performance da contracultura, foram aplicadas aos computadores.

### 'Millenium bug'
Devido à insuficiência de espaço de memória dos primeiros computadores, era frequente, por parte dos programadores de software o recurso à abreviação nomeadamente na representação de datas apenas pelos dois últimos dígitos do ano.
Este aspecto aparentemente insignificante veio a revelar-se problemático com a aproximação do novo milénio. Os especialistas pensaram a hipótese de que, na viragem do ano, qualquer sistema que utilizasse ainda esse tipo de codificação não iria reconhecer que se tratava do ano 2000, e não de 1900 por exemplo, o que provocaria uma série de consequências catastróficas, como a quebra nos sistemas bancários, que impediria as pessoas de acederem ao seu dinheiro, e conduziria a outros distúrbios financeiros e sociais, como a falha dos equipamentos médicos, dos sistemas de controlo do tráfico aéreo e terrestre, da rede eléctrica, etc..
O bug do milênio, também conhecido por Y2K numa sugestão ao gosto pela abreviação que causara inicialmente todos os problemas, antecipou um cenário apocalíptico que não veio, de facto, a ter lugar. Contudo, e como sugeriu Charlie Gere, este momento definiu um apo-kalyptein, ou seja, tornou clara a quase total transformação do mundo pela tecnologia digital. O processamento de informação, o controlo da produção e marketing em fábricas e supermercados, os sistemas de segurança, os serviços sociais, os processos de identificação e qualificação (certificados de nascimento, cartas de condução, passaportes, etc) e até o dinheiro físico que, hoje, não é mais do que informação digital materializada, são alguns dos exemplos em que pode ser observada a penetração da tecnologia na vida moderna.
O crescer da globalização, a dominação do mercado livre capitalista e a proliferação das tecnologias da informação e da comunicação ao longo dos últimos anos, desencadearam uma espécie de efeito en:Fast-forward ''fast-forward'' em que tudo acontece a um ritmo acelerado, produzindo mudanças radicais e lançando novos desafios.

## A arte e a cultura digital
"If the cybernetic spirit constitutes the predominant attitude of the modern era, the computer is the supreme tool that its technology has produced. Used in conjunction with synthetic materials it can be expected to open up paths of radical change and invention in art."

### Retrocessos e retornos na arte digital
No final dos anos sessenta assistiu-se a um declínio da aplicação da cibernética na arte contemporânea e do uso do computador como meio artístico. As vantagens da cibernética começaram a ser questionadas e surge a noção de que era mais problemática do que útil enquanto ciência.

Contudo, ao longo dos anos setenta e oitenta alguns artistas continuaram a trabalhar nesta direcção ainda que a cibernética, a robótica e a en:Computer art ''computer art'' fossem vistas como marginais em relação à arte tradicional e às práticas artísticas de vanguarda.
Neste contexto destaca-se trabalho de en:Hans haacke Hans Haacke, que se tornou parte de um movimento que explora a linguagem para questionar a natureza da arte, da comunicação e do poder, conhecido por en:Conceptual art Arte Conceptual. Os ready-mades de en:Marcel Duchamp Marcel Duchamp e a filosofia de en:Ludwig Wittgenstein Ludwig Wittgenstein foram algumas das inspirações para esta mudança dos artistas relativamente ao uso da linguagem como base para as suas práticas.
A Guerra Fria foi, em parte, responsável pelo modo como o computador moderno foi desenvolvido e ainda hoje é usado. Neste período desenvolveu-se o trabalho em rede, a miniaturização, a multimédia e a en:Interactivity interactividade, em parte sob influência das práticas artísticas. O sistema de pequenas redes conectadas entre si, então chamado de en:ARPANET '''ARPANET''' em 1969, foi a base para o que viria a ser a Internet do futuro. Nestes termos, o pensamento cibernético tornou-se parte da vida diária, através dos jogos de video, da multimédia, da internet e da World Wide Web.
Em particular o desenvolvimento da World Wide Web, em 1990, e a descoberta da sua riqueza enquanto meio, permitiu que se adoptassem novas possibilidades para a arte digital o que tornando-a um meio particularmente atractivo para os artistas. Um dos mais influentes movimentos deste contexto é a en:Mail art mail e a net.art que envolve um tipo de arte possível apenas na internet.
Artistas relacionados com a net.art: en:Vuk Ćosić Vuk Ćosić, en:Jodi Jodi, en:Alexei Shulgin Alexei Shulgin, en:Olia Lialina Oliana Lialina, 
Heath Bunting, Rachel Baker, Irational (sic) Organization.

### Música
Nos anos quarenta en:John Cage John Cage explorou as novas tecnologias da comunicação essencialmente através do recurso a rádios e gravadores nas suas composições deste período. Ao mesmo tempo emergia a Musique concrète, com en:Pierre Schaeffer Pierre Schaeffer, en:Pierre Henry Pierre Henry e en:Edgard Varèse Edgard Varèse, que antecipou os princípios da música digital e, uma década mais tarde, o compositor en:Karlheinz Stockhausen Karlheinz Stockhausen realizou experimentações com cassetes e sons gerados electronicamente. Cage, Stockhausen e outros que se seguiram influenciaram grupos como en:The Velvet Underground The Velvet Underground, en:Kraftwerk Kraftwerk e novas gerações de compositores como Philip Glass, en:Steve Reich Steve Reich, en:Terry Riley Terry Riley e en:Lamonte Young LaMonte Young.

### Performance e Interactividade
John Cage foi o artista com maior influência na formação da cultura digital como hoje a entendemos, através das suas práticas artísticas inovadoras que chamaram a atenção para um conjunto de interesses que, mais tarde, seriam centrais no desenvolvimento dos meios digitais e da arte.
Com a en:4′33″ ''Silent Piece 4’33’’'', de 1952, abriu espaço para o desenvolvimento de ideias acerca da interactividade e da multimédia. Sob influência dos quadros brancos de en:Robert Rauschenberg Robert Rauschenberg, Cage propôs um "espaço" em que tudo ou nada pode acontecer, o modelo perfeito para os modernos meios electrónicos e digitais. Com uma extrema economia de meios conseguiu chegar à interactividade e torná-la visível como estratégia artística.

Para além de Cage destacam-se os trabalhos pioneiros de en:Allan Kaprow Allan Kaprow, en:Jackson Pollock Jackson Pollock, do en:Gutai Group Gutai Group, Piero Manzoni, Yves Klein, en:Georges Mathieu Georges Mathieu e os desenvolvimentos na arte da en:Performance art performance, nomeadamente através do en:Fluxus Fluxus, dos en:Viennese Actionism The Vienna Actionists, en:Gustav Metzger Gustav Metzger e o seu Destruction in Art, en:John Latham (artist) John Latham, en:Valie Export Valie Export, en:Peter Weibel Peter Weibel, en:Vito Acconci Vito Acconci, en:Chris burden Chris Burden, en:Paul McCarthy Paul McCarthy, en:Gilbert and george Gilbert and George, etc.
Tudo isto teve influência na arte da Performance que, consequentemente, se tornou mais próxima na sua relação com a audiência fora do tradicional espaço da galeria. De notar o número de performers e artistas que trabalham com vídeo que têm vindo a ser mostrados no en:Ars Electronica Ars Electronica Festival, que tem lugar em Linz, Áustria, desde 1979. Entre eles destacam-se artistas como en:Nam June Paik Nam June Paik e en:Charlotte Moorman Charlotte Moorman, Valie Export, en:Dan Graham Dan Graham, en:Woody Vasulka Woody e Steina Vasulka, en:Diamanda Galas Diamanda Galas, en:Glenn Branca Glenn Branca, Cabaret Voltaire, John Sanborn e en:Peter Weibel Peter Weibel.

### Arte e tecnologia
Ao nível das artes visuais ocorreram uma série de mudanças levadas a cabo por vários artistas. De referir John Cage, Allan Kaprow e en:Ray Johnson Ray Johnson; os membros Fluxus e outros artistas envolvidos na Performance e na Mail Art; os Noveau Réalistes; en:Isidore Isou Isidore Isou e o movimento fr:Lettriste Lettriste; artistas ligados à literatura experimental do grupo en:Oulipo OuLiPo; artistas da Kinetic e Cybernetic Art; artistas e teóricos como en:Roy ascott Roy Ascott, en:David Medalla David Medalla, en:Gordon Pask Gordon Pask, en:Nicolas Schoffer Nicolas Schöffer e Hans Haacke.

O trabalho que estes artistas vinham a desenvolver relacionavam-se com questões de interactividade, multimédia, trabalho em rede, telecomunicações, informação e abstracção e reflectiam as necessidades de um mundo onde a informação e as tecnologias da comunicação se manifestavam cada vez mais importantes.

Por volta dos anos sessenta vários artistas ligados à performance e à instalação começaram a integrar a tecnologia nos seus trabalhos, principalmente en:Wolf Vostell Wolf Vostell e Nam June Paik. Uma década mais tarde, proliferou a en:Video art Video Art, com os trabalhos de Nam June Paik, Vito Acconci, en:Bruce Nauman Bruce Nauman, Bill Viola, en:Chris burden Chris Burden e en:Gary Hill Gary Hill.
Conceitos como interactividade, en:Feedback feedback, a relação entre os organismos e o seu ambiente, a transmissão e recepção de informação eram interesses supremos. Neste sentido, a cultura cibernética que orientou esta relação entre os trabalhos e a tecnologia é precursora directa da nossa cultura digital actual.
Enquanto na arte se começavam a experimentar as possibilidades da tecnologia, en:Marshall McLuhan Marshall McLuhan considerava os efeitos e as possibilidades do seu poder de transformação e o modo como os media alteraram a relação do homem com o mundo, através de livros como The Gutenberg Galaxy e Understanding Media: the extensions of man onde introduziu o tema en:The medium is the message ''The Medium is the Message''.

### Literatura
O interesse pela natureza da informação e as possibilidades da sua manipulação manifestou-se, também, na literatura do periodo do pós-guerra.
en:Italo Calvino#Authors he helped publish Italo Calvino e en:Georges Perec Georges Perec, ambos membros OuLiPo, destacam-se nesta área pelos trabalhos de reconhecimento internacional que desenvolveram. Calvino através da exploração das possibilidades combinatórias da narrativa e Perec pela produção do livro en:La disparition ''La Disparition''.

A natureza digital das ideias Oulipianas tornou-se explícita quando, nos anos oitenta, alguns membros iniciaram um novo grupo, o Atelier de Littérature Assistée par les Mathematiques et les Ordinateurs (ALAMO).

### Jogos de computador

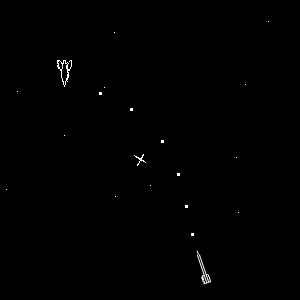
Spacewar!, 1961

Por volta dos anos oitenta os jogos de computador tornaram-se cada vez mais populares. A ideia de usar a tecnologia para jogar remonta, supostamente, aos anos cinquenta, quando o engenheiro en:William Higinbotham Will Higinbotham desenvolveu um jogo de ténis para correr num en:Oscilloscope ''oscilloscope'' no Brookhaven National Laboratory. Contudo, o primeiro jogo de computador foi o en:Spacewar! ''Spacewar!'' e o en:Pong ''Pong'' o jogo com maior sucesso comercial.

### Punk e o design gráfico

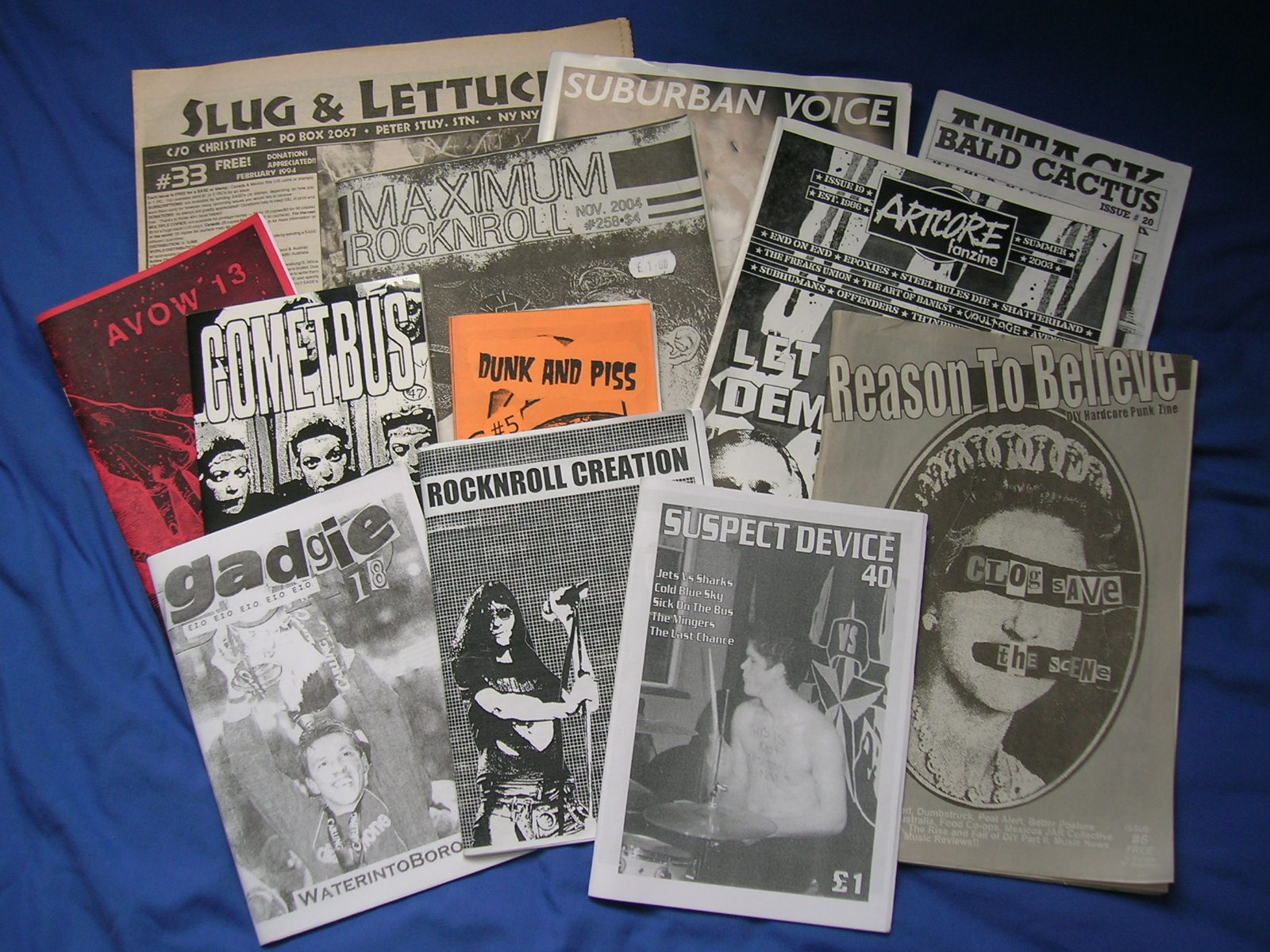
Punk Zines britânicas e americanas, 1994-2004

O Punk foi uma subcultura com um estilo visual distinto que surgiu como resposta às deslocações do capitalismo e que desenvolveu, também, um estilo gráfico particular com especial expressão em capas de CDs, como é exemplo o design de Jamie Reid para o material gráfico dos Sex Pistols.
A estética punk reflectia um mundo dominado pelo antagonismo industrial e social e pela decadência urbana, não apenas pelo tipo de imagem mas também pelo recurso a métodos de cut-up, montagem e apropriação como antecipação das tecnologias que haveriam de emergir, nomeadamente, o hipertexto e a multimédia.
Neste contexto, o Pós-Estruturalismo e o Deconstrutivismo aliados à sensibilidade punk e ao aparecimento do Apple Macintosh forneceram novas condições para os designers gráficos.
Em 1984, por meio de Rudy VanderLans e Zuzana Licko, foi lançada uma revista dedicada ao design gráfico, a Emigré, que tirou partido das facilidades de produção concedidas pelo Macintosh para investigar as potencialidades do design tipográfico.

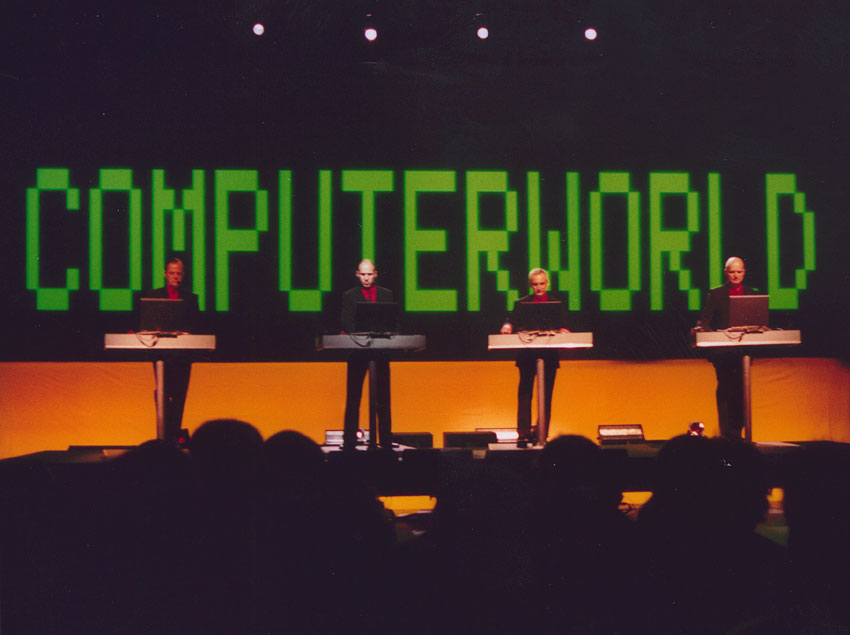
Kraftwerk

Neville Brody e a revista por si desenhada, The Face, ganharam reputação pela inovação que trouxeram no campo do design, tal como o fizeram outros grupos como a Why Not Associates, a 8vo, Jonathan Barnbrook e David Carson com o seu design para a revista Beach Culture e, posteriormente, para a Raygun.
Na música, Throbbing Gristle recorreu a instrumentos convencionais e a meios electrónicos para produzir som. Os interesses de Gristle eram igualmente evidentes em bandas como Cabaret Voltaire, Joy Division e The Human League, assim como nas colaborações entre David Bowie e Brian Eno e particularmente nos Kraftwerk que adoptaram o som robótico e um estilo distinto que os tornaram o ideal na cultura musical do final dos anos setenta.

#### Cyberpunk
Fragments of a Hologram Rose (1977) de William Gibson, Involution Ocean de Bruce Sterling e True Names de Vernor Vinge foram os primeiros exemplos do que conhecemos por romance cyberpunk, apesar do termo ainda não ser usado.
O cyberpunk teve um vasto repertório de antecedentes, nomeadamente na escrita de ficção científica e na ficção experimental. Na área da ficção científica destaca-se Philip Dick, que transcendeu o género literário com os livros Do Androids Dream of Electric Sheep e Martian Time Sleep. Ao mesmo tempo, William Burroughs desenvolvia novos modos de expressão e usou os significados da experimentação literária para representar um mundo dominado pelas tecnologias da informação. Por volta dos anos sessenta, e em parceria com Brion Gysin, desenvolveu a técnica do cut-up para juntar frases de um modo aleatório.
Os romances de Thomas Pynchon, particularmente The Crying of Lot 49 e Gravity's Rainbow, destacam-se pela sua complexidade no uso de textos herméticos, densos e cheios de referências ocultas.
No entanto, foi Neuromancer de William Gibson que se tornou a obra paradigmática do Cyberpunk ao pensar a noção de não-espaço nas redes de computadores, que apelidou de ciberespaço
No género cinematográfico muitos dos princípios do cyberpunk apareceram em 1982 quando Ridley Scott filmou Blade Runner, uma interpretação do romance de Philip Dick Do Androids Dream of Electric Sheep. A esta seguiram-se outras tentativas de traduzir o cyberpunk através de filmes como, Brainstorm (1983), Until The End Of The World (1991), The Lawnmower Man(1992), Reservoir Dogs (1992) e Pulp Fiction (1994), Johnny Mnemonic (1995), Point Break e Strange Days(1995), eXistenZ (1999), The Matrix(1999), entre vários outros.